# Genoa (Nowy Jork)
Genoa – miasto w Stanach Zjednoczonych, w stanie Nowy Jork, w hrabstwie Cayuga.